# Championnat du Costa Rica de football 1967-1968
Navigation
Saison précédente Saison suivante
La Primera División 1967-1968 est la quarante-sixième édition de la première division costaricienne.
Lors de ce tournoi, le Deportivo Saprissa a conservé son titre de champion du Costa Rica face aux neuf meilleurs clubs costariciens.
Chacun des dix clubs participant était confronté quatre fois aux neuf autres équipes.
Seulement une place était qualificative pour la Coupe des champions de la CONCACAF.

## Les 10 clubs participants
| \| San José: Deportivo México Deportivo Saprissa / LD Alajuelense CS Cartagines CS Herediano Limon FC I San José ——Orión FC Puntarenas FC AD Ramonense AD San Carlos I San José \| Localisation des clubs engagés dans le championnat. |
| San José: Deportivo México Deportivo Saprissa / LD Alajuelense CS Cartagines CS Herediano Limon FC I San José ——Orión FC Puntarenas FC AD Ramonense AD San Carlos I San José                                                           |

| Club               | Stade                        | Capacité          | Ville          |
| LD Alajuelense     | Stade Alejandro Morera Soto  | 17 900            | Alajuela       |
| CS Cartagines      | Stade José Rafael Meza       | 13 500            | Cartago        |
| CS Herediano       | Stade Eladio Rosabal Cordero | 8 100             | Heredia        |
| Limon FC           | Stade Juan Gobán             | 3 000             | Puerto Limón   |
| Deportivo México   | Stade inconnu                | Capacité inconnue | Guadalupe      |
| Orión FC           | Stade Lito Monge             | 27 500            | Curridabat     |
| Puntarenas FC      | Stade inconnu                | Capacité inconnue | Puntarenas     |
| AD Ramonense       | Stade Carlos Roldan          | 5 000             | San Ramón      |
| AD San Carlos      | Stade Carlos Ugalde Álvarez  | 5 600             | Ciudad Quesada |
| Deportivo Saprissa | Stade national du Costa Rica | 25 500            | San José       |

## Compétition
Les dix équipes s'affrontent à quatre reprises selon un calendrier tiré aléatoirement.
Le classement est établi sur l'ancien barème de points (victoire à 2 points, match nul à 1, défaite à 0).
Le départage final se fait selon les critères suivants :
- Le nombre de points.
- La différence de buts générale.
- La différence de buts particulière.
- Le nombre de buts marqué.

### Classement
| Rang | Équipe                 | Pts | J  | G  | N  | P  | Bp | Bc | Diff |
| ---- | ---------------------- | --- | -- | -- | -- | -- | -- | -- | ---- |
| 1    | Deportivo Saprissa (T) | 61  | 36 | 28 | 5  | 3  | 91 | 30 | +61  |
| 2    | CS Cartagines          | 53  | 36 | 23 | 7  | 6  | 83 | 36 | +47  |
| 3    | LD Alajuelense         | 45  | 36 | 19 | 7  | 10 | 74 | 48 | +26  |
| 4    | Puntarenas FC          | 43  | 36 | 17 | 9  | 10 | 63 | 46 | +17  |
| 5    | AD San Carlos          | 36  | 36 | 15 | 6  | 15 | 58 | 59 | -1   |
| 6    | Limon FC               | 32  | 36 | 10 | 12 | 14 | 58 | 82 | -24  |
| 7    | CS Herediano           | 31  | 36 | 11 | 9  | 16 | 52 | 52 | 0    |
| 8    | Deportivo México       | 24  | 36 | 7  | 10 | 19 | 45 | 77 | -32  |
| 9    | AD Ramonense (P)       | 22  | 36 | 8  | 6  | 22 | 38 | 77 | -39  |
| 10   | Orión FC               | 13  | 36 | 4  | 5  | 27 | 43 | 98 | -55  |

| Légende : Qualifications et relégations | Légende : Qualifications et relégations                             |
| --------------------------------------- | ------------------------------------------------------------------- |
|                                         | Coupe des champions de la CONCACAF 1969 (1er Tour de qualification) |
|                                         | Relégué en Segunda División                                         |
|                                         | (T) : Tenant du titre (P) : Promu de la saison 1966-1967            |

## Bilan du tournoi
| Tableau d'Honneur |                    |
| Compétition       | Vainqueur          |
| Primera División  | Deportivo Saprissa |

| Qualifications continentales 1968-1969 |                    |
| Coupe des champions de la CONCACAF     | Qualifiés          |
| Premier tour de qualification          | Deportivo Saprissa |

| Promotions et relégations   |            |
| Relégué en Segunda División | Orión FC   |
| Promu de Segunda División   | CS Uruguay |

## Statistiques

### Meilleur buteur
- Errol Daniels (LD Alajuelense) 23 buts